# Klosterbeurener Bach
Der Klosterbeurener Bach, im Oberlauf bis Klosterbeuren auch Wiesenbach genannt, ist ein 13 Kilometer langer, in nördlicher Richtung zur Günz hin fließender Bach im Landkreis Unterallgäu, der von links in Babenhausen in deren Nebenarm Täuferbach mündet.

## Verlauf
Der Klosterbeurener Bach entspringt westnordwestlich von Holzgünz und südlich der Kreisstraße MN 26 auf etwa 632 m ü. NN. Der Bach zieht auf den ersten fünf Kilometern an der Ortschaft Lauberhart der Gemeinde Lauben vorbei durch Wälder. Dann durchfließt er die Orte Wesbach der Gemeinde Egg an der Günz und Klosterbeuren der Marktgemeinde Babenhausen. Zwischen Wesbach und Klosterbeuren wird das Gewässer dabei zu einigen Fischweihern aufgestaut. In Klosterbeuren nimmt er den Otterbach auf. Ab hier heißt es auch Wiesenbach. Er mündet in Babenhausen auf etwa 545 m ü. NN in den Täuferbach, einen Nebenarm der Günz.